# Nim stanie się tak, jak gdyby nigdy nic nie było
Nim stanie się tak jak gdyby nigdy nic – jeden z najpopularniejszych utworów zespołu Voo Voo, inspirowany katastrofą elektrowni jądrowej w Czarnobylu.
Kompozytorem i autorem tekstu jest Wojciech Waglewski.
Zanim ukazał się po raz pierwszy na płycie zespołu (Zespół gitar elektrycznych), pierwszym wydawnictwem zawierającym go była składanka Radio nieprzemakalnych (B5: Stanie się tak jak gdyby nigdy nic).
W różnych aranżacjach utwór ten przewija się przez całą dyskografię zespołu zarówno w wykonaniach koncertowych (np. płyta Trójdźwięki), jak i w orkiestrowych aranżacjach (np. na płycie 21 z Orkiestrą Aukso).
W 1997 piosenka ukazała się na płycie Flota zjednoczonych sił w gościnnym wykonaniu Katarzyny Nosowskiej. Ta wersja zadebiutowała 24 stycznia 1997 na Liście przebojów Programu Trzeciego, utrzymując się na niej przez 17 tygodni i docierając do 3 miejsca notowania.
Piosenka ukazała się na płycie Jest taka sprawa (2004) zespołu Ratatam.